# 패밀리 (2002년 영화)
"패밀리"는 2002년에 개봉한 대한민국의 영화이다.

## 트리비아
인천의 토착 세력을 평정한 목포 출신의 형제 건달(윤다훈, 김민종)이 룸살롱 마담(황신혜)과 대결을 벌인다는 내용의 조폭 코메디. <주노명 베이커리> 이후 1년 6개월만에 영화에 출연하는 황신혜는 당찬 성격의 룸살롱 패밀리아의 마담 오해숙 역을 맡았다. 당초 연출은 <사의 찬미>, <애니깽>의 조감독 이정욱이 데뷔하는 작품으로 알려졌으나 각본을 담당한 최진원으로 바뀌었다. <댄스 댄스>로 데뷔했던 황인영은 늘씬한 룸싸롱 접대부로 나온다. 윤다훈의 재치있는 애드리브가 결국 무용지물이 되어버린, 산만한 구성과 싸구려 티가 물씬 풍기는 또한편의 애처로운 조폭 코메디다

## 캐스팅
- 황신혜 : 오해숙 역
- 윤다훈 : 차성준 역
- 김민종 : 차성대 역
- 황인영 : 성초희 역
- 이경영 : 최무영 역
- 권해효 : 최검사 역
- 전대병 : 백철민 역
- 조덕현 : 지도기 역
- 김영웅 : 우반장 역
- 정주환 : 강동구 역
- 이동건 : 하영철 역
- 최은주 : 신지 역
- 윤미지 : 미영 역
- 장민아 : 제이미 역
- 조시원 : 보스 역
- 홍석연 : 빨대 역
- 한승민 : 아귀 역
- 김형범 : 준호 역
- 이병조 : 새영 역
- 손광기 : 덩치 역
- 임지은 : 동구신부 역
- 김응수 : 주례 역
- 윤영주 : 섹시클럽 마담 역
- 황은정 : 패밀리아 나가요들 역
- 김보성 (우정출연)
- 정은표 (우정출연)
- 양형욱 (우정출연)
- 이두일 (우정출연)
- 권용운 (우정출연)

## 관객수
- 서울 134,310명 (2001년 한국영화흥행순위 32위)

※ 출처- KOBIS 영화관 입장권 통합 전산망

## OST
| #   | 제목                    | 가수            | 재생 시간 |
| --- | ----------------------- | --------------- | --------- |
| 1.  | 〈프롤로그〉            | Various Artists |           |
| 2.  | 〈(TITLE)시작〉         | 김진용          |           |
| 3.  | 〈추억애(愛)〉          | 김민종          |           |
| 4.  | 〈하나뿐인 너〉         | 김민종          |           |
| 5.  | 〈행복해〉              | 정민경          |           |
| 6.  | 〈이별 그 후의 사랑〉   | 김진용          |           |
| 7.  | 〈하늘과 친한 그대〉    | 김진용          |           |
| 8.  | 〈Love〉                | Various Artists |           |
| 9.  | 〈Happy〉               | Various Artists |           |
| 10. | 〈하나뿐인 너〉         | Jake            |           |
| 11. | 〈이별 그 후의 사랑〉   | Various Artists |           |
| 12. | 〈추억애(愛)〉          | Various Artists |           |
| 13. | 〈행복해 (Piano Ver.)〉 | 정민경          |           |